# Allium sabulosum
Allium sabulosum là một loài thực vật có hoa trong họ Amaryllidaceae. Loài này được Steven ex Bunge mô tả khoa học đầu tiên năm 1838.